# Período de los Estados del Norte y del Sur
El Período de los Estados del Norte y del Sur (698–926 d. C. ) es el período en la historia de Corea en el que Silla unificada y Balhae coexistieron en el sur y norte de la península, respectivamente.

## Silla unificada
Después de las guerras de unificación, la dinastía Tang estableció territorios en el antiguo Goguryeo, y comenzó a administrar y establecer comunidades en Baekje. Silla atacó a los chinos en Baekje y el norte de Corea en 671. 
La dinastía Tang invadió Silla en 674, pero Silla derrotó a su ejército en el norte. Silla expulsó a las fuerzas Tang de la península en 676 para lograr la unificación de la mayoría de los Tres Reinos. 
Silla fue una edad de oro para el arte y cultura, y el budismo se convirtió en una gran parte de esta cultura. Monasterios budistas como el Bulguksa son ejemplos de arquitectura coreana avanzada e influencia budista. El arte y la arquitectura patrocinados por el estado de este período incluyen el Templo Hwangnyongsa, el Templo Bunhwangsa y la Gruta Seokguram, un sitio del Patrimonio Mundial. 
Posteriormente, Silla continuó con la destreza marítima de Baekje, que actuó como la Fenicia del Asia oriental medieval y durante los siglos VIII y IX dominaron los mares del Este asiático y el comercio entre China, Corea y Japón, especialmente durante el siglo XX en tiempos de Jang Bogo; Además, la gente de Silla formó comunidades de ultramar en China en la península de Shandong y en la desembocadura del río Yangtze. Fue un país próspero y rico, y su capital metropolitana de Gyeongju era la cuarta ciudad más grande del mundo.
El budismo floreció durante este tiempo, y muchos budistas coreanos ganaron gran fama entre los budistas chinos y contribuyeron al budismo en China, incluyendo: Woncheuk, Wonhyo, Uisang, Musang, y Kim Gyo-gak, un príncipe de Silla cuya influencia hizo del Monte Jiuhua una de las Cuatro Montañas Sagradas del budismo chino.
Silla comenzó a experimentar problemas políticos a finales del siglo IX. Esto la debilitó gravemente y, poco después, los descendientes del antiguo Baekje establecieron Hubaekje. En el norte, los rebeldes revivieron Goguryeo, comenzando el período de los Tres Reinos posteriores. 
Silla duró 267 años hasta que, bajo el rey Gyeongsun, fue anexada a Goryeo en 935.

## Balhae

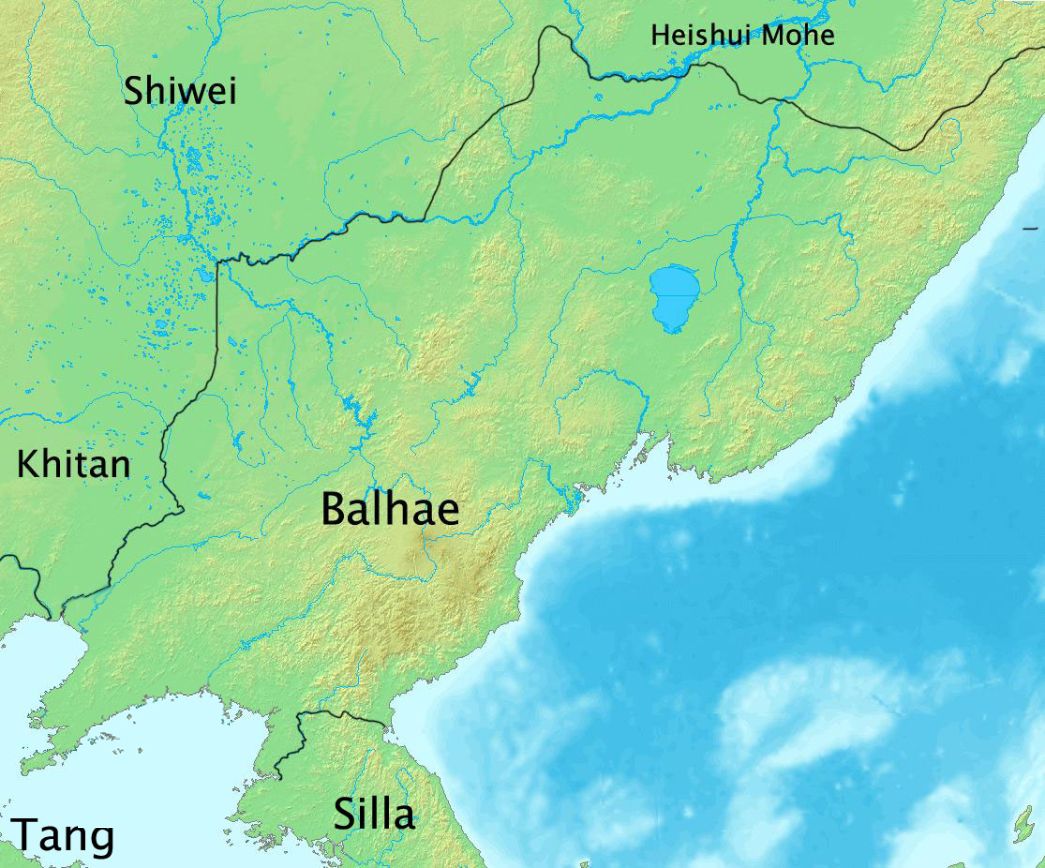
Balhae y silla en 830.

Balhae, cuyo nombre era otra versión transcrita de Mohe (靺 鞨, una tribu Tungus con un idioma como el manchuriano y sibe), fue fundada después de que Goguryeo hubiera caído. Fundada en la parte norte de las antiguas tierras de Goguryeo por Dae Joyeong, un exgeneral de Goguryeo o jefe de Sumo Mohe, después de derrotar a los militares del gobierno central de la dinastía Tang en la batalla de Tianmenling. Balhae controló las áreas del norte de la península coreana, gran parte de Manchuria, y se extendió a la actual provincia marítima rusa. Se autodenominó como el estado sucesor de Goguryeo. 
En una época de relativa paz y estabilidad en la región, Balhae floreció en cultura, especialmente durante el largo reinado del tercer rey Mun (r. 737-793) y el rey Seon. En ese momento, era un país culturalmente avanzado, por lo que incluso China se refería a este reino como "un país próspero del este". Sin embargo, se vio gravemente debilitada durante el siglo X y la dinastía kitán Liao la conquistó en 926. 
Goryeo absorbió parte del territorio de Balhae y recibió a sus refugiados, incluido el príncipe heredero y la familia real, pero no recopiló ninguna historia conocida de Balhae. El historiador de la dinastía Joseon del siglo XVIII, Yu Deukgong abogó por el estudio apropiado de Balhae como parte de la historia de Corea, y acuñó el término "Período de los estados del norte y del Sur" para referirse a esta era.

## Idioma
Debido a la falta de pruebas lingüísticas, es difícil llegar a una conclusión definitiva sobre la relación lingüística entre las lenguas balhae y silla.
Shoku Nihongi sugiere que el idioma Balhae, el idioma Goguryeo y la lengua Silla comparten una estrecha relación: un estudiante enviado de Silla a Japón para una formación de intérprete en idioma japonés ayudó a un enviado diplomático de Balhae a comunicarse durante la audiencia de la corte japonesa.[cita requerida]     
Una terminología que la gente de Balhae usó para describir a "un rey" es Gadokbu (transcrito como 可 毒 夫).